# Sommelans
Sommelans település Franciaországban, Aisne megyében. Lakosainak száma 58 fő (2022. január 1.). Sommelans Bonnesvalyn, Latilly, Monthiers, Neuilly-Saint-Front és Priez községekkel határos.

## Népesség
A település népessége az elmúlt években az alábbi módon változott:
| Lakosok száma | 51   | 44   | 50   | 55   | 62   | 62   | 61   | 61   | 61   | 58   |
|               | 1968 | 1982 | 1990 | 2006 | 2013 | 2015 | 2017 | 2019 | 2020 | 2022 |